# Les Héros dans l'ombre
Pour plus de détails, voir Fiche technique et Distribution.
Les Héros dans l'ombre (O.S.S.) est un film d'espionnage américain réalisé par Irving Pichel et sorti en 1946.

## Synopsis
Une équipe d'espions américains est parachutée dans la France occupée pendant la deuxième guerre mondiale pour saboter les installations ferroviaires.

## Fiche technique
- Titre français : Les Héros dans l'ombre
- Titre original : O.S.S.
- Réalisation : Irving Pichel
- Scénario : Richard Maibaum
- Genre : Espionnage/Guerre
- Production : Paramount Pictures
- Lieu de tournage : Paramount Studios
- Image : Lionel Lindon
- Musique : Daniele Amfitheatrof, Heinz Roemheld
- Montage : William Shea
- Durée : 105 minutes
- Dates de sortie :
  - États-Unis : 26 mai 1946
  - France : 27 juin 1947

## Distribution
- Alan Ladd : Philip Masson / John Martin
- Geraldine Fitzgerald : Ellen Rogers / Elaine Duprez
- Patric Knowles : Cmdr. Brady
- John Hoyt : Col. Paul Meister
- Gloria Saunders : WAC Operator Sparky
- Richard Webb : Partker
- Richard Benedict : Bernay
- Harold Vermilyea : Amadeus Brink
- Don Beddoe : Gates / Rodney Parrish
- Crane Whitley : Arnheim
- Onslow Stevens : Field
- Gavin Muir : Col. Crawson
- Egon Brecher : Marcel Aubert
- Joseph Crehan : Gen. Donovan
- Bobby Driscoll : Gerard
- Julia Dean : Madame Prideaux

Acteurs non crédités
- Catherine Craig : secrétaire de Williams
- Jean Del Val : chauffeur